# Li Dan (schaatser, geboren 1994)
Li Dan (6 mei 1994) is een Chinees schaatsster. Ze komt uit op diverse afstanden, maar haalde haar beste prestaties op de massastart. Op de Olympische massastart van 2018 in Pyeongchang werd ze vijfde, diezelfde plaats haalde ze met de Chinese ploeg op de ploegenachtervolging. Ook deed ze in 2018 mee aan de wereldkampioenschappen schaatsen allround 2018 in het Olympisch Stadion in Amsterdam, ze werd 19e van de 22.

## Resultaten
| Jaar | WK Sprint | WK Allround | WK Afstanden     | Olympische Spelen              | WK Junioren |
| ---- | --------- | ----------- | ---------------- | ------------------------------ | ----------- |
| 2017 |           |             | 12e massastart   |                                |             |
| 2018 |           | NC19        |                  | 5e massastart 5e achtervolging |             |
|      |           |             |                  |                                |             |
| 2020 |           |             | 7e achtervolging |                                |             |

NC19 = niet gekwalificeerd voor de laatste afstand, maar wel als 19e geklasseerd in de eindrangschikking

## Records

### Persoonlijke records[3]
| Afstand    | Tijd    | Datum            | Baan    |
| ---------- | ------- | ---------------- | ------- |
| 500 meter  | 39,11   | 15 maart 2019    | Calgary |
| 1000 meter | 1.15,77 | 14 maart 2019    | Calgary |
| 1500 meter | 1.57,02 | 25 augustus 2019 | Calgary |
| 3000 meter | 4.04,30 | 1 december 2017  | Calgary |
| 5000 meter | 7.08,48 | 16 maart 2019    | Calgary |